# Volta a Catalunya de 2004
La Volta a Catalunya 2004 va ser 84a edició de la Volta Ciclista a Catalunya. Es disputà en 7 etapes del 14 al 20 de juny de 2004 amb un total de 838,1 km. El vencedor final fou el madrileny Miguel Ángel Martín Perdiguero de l'equip Saunier Duval-Prodir per davant de Vladímir Karpets i Roberto Laiseka.
La participació en aquesta edició de la "Volta" no va ser de les millors. La proximitat amb el Tour de França van fer que no vinguessin els homes com Lance Armstrong, Jan Ullrich, Roberto Heras o Gilberto Simoni. Fins i tot va fallar el campió de l'edició anterior, José Antonio Pecharromán.
La cursa, a falta de favorits va estar dominada en les primeres etapes per Vladímir Karpets, però ràpidament es va veure que Miguel Ángel Martín Perdiguero era l'home a batre. Va guanyar tres etapes, en pla, en muntanya i la cronoescalada d'Andorra. Va aconseguir la victòria més important de la seva carrera.
En aquesta edició es donaven bonificacions de 10, 6 i 4 segons pels tres primers de cada etapa, i de 3, 2 i 1 per les metes volants.

## Etapes
| Etapa | Data       | Ciutats d'etapa                           | km    | Vencedor de l'etapa                  | Líder de la general                  |
| ----- | ---------- | ----------------------------------------- | ----- | ------------------------------------ | ------------------------------------ |
| 1a    | 14 de juny | Salou – Salou (CRE)                       | 18,1  | Illes Balears-Banesto (ESP)          | Isaac Gálvez (ESP)                   |
| 2a    | 15 de juny | Salou – Horta de Sant Joan                | 145,4 | Miguel Ángel Martín Perdiguero (ESP) | Vladímir Karpets (RUS)               |
| 3a    | 16 de juny | Les Borges Blanques – Pal-Arinsal (AND)   | 200,7 | Miguel Ángel Martín Perdiguero (ESP) | Vladímir Karpets (RUS)               |
| 4a    | 17 de juny | Llorts (AND) - Ordino-Arcalís (AND) (CRI) | 12,4  | Miguel Ángel Martín Perdiguero (ESP) | Miguel Ángel Martín Perdiguero (ESP) |
| 5a    | 18 de juny | Llívia – Blanes                           | 180,6 | Danilo Hondo (GER)                   | Miguel Ángel Martín Perdiguero (ESP) |
| 6a    | 19 de juny | Blanes – Vallirana                        | 148,1 | Max van Heeswijk (NED)               | Miguel Ángel Martín Perdiguero (ESP) |
| 7a    | 20 de juny | Olesa de Montserrat – Barcelona           | 132,8 | Isaac Gálvez (ESP)                   | Miguel Ángel Martín Perdiguero (ESP) |

### 1a etapa
14-06-2004: Salou, 18,1 km. (CRE):
|   | Equip                 | Nacionalitat | Temps   |
| - | --------------------- | ------------ | ------- |
| 1 | Illes Balears-Banesto | Espanya      | 20' 07" |
| 2 | Liberty Seguros       | Espanya      | + 6"    |
| 3 | Gerolsteiner          | Alemanya     | + 15"   |

|   | Ciclista               | Equip                 | Temps  |
| - | ---------------------- | --------------------- | ------ |
| 1 | Isaac Gálvez (ESP)     | Illes Balears-Banesto | 20'07" |
| 2 | Vladímir Karpets (RUS) | Illes Balears-Banesto | m. t.  |
| 3 | Toni Tauler (ESP)      | Illes Balears-Banesto | m. t.  |

### 2a etapa
15-06-2004: Salou-Horta de Sant Joan, 145,4 km.:
|   | Ciclista                      | Equip                 | Temps      |
| - | ----------------------------- | --------------------- | ---------- |
| 1 | Miguel Ángel Perdiguero (ESP) | Saunier Duval-Prodir  | 3h 46' 25" |
| 2 | Vladímir Karpets (RUS)        | Illes Balears-Banesto | + 4"       |
| 3 | Max van Heeswijk (NED)        | US Postal             | + 6"       |

|   | Ciclista                | Equip                 | Temps     |
| - | ----------------------- | --------------------- | --------- |
| 1 | Vladímir Karpets (RUS)  | Illes Balears-Banesto | 4h 06'30" |
| 2 | Pablo Lastras (ESP)     | Illes Balears-Banesto | + 6"      |
| 3 | José Luis Arrieta (ESP) | Illes Balears-Banesto | + 8"      |

### 3a etapa
16-06-2004: Les Borges Blanques-Pal-Arinsal, 200,7 km.:
|   | Ciclista                      | Equip                      | Temps      |
| - | ----------------------------- | -------------------------- | ---------- |
| 1 | Miguel Ángel Perdiguero (ESP) | Saunier Duval-Prodir       | 5h 43' 46" |
| 2 | Eladio Jiménez (ESP)          | Comunitat Valenciana-Kelme | + 3"       |
| 3 | Roberto Laiseka (ESP)         | Euskaltel-Euskadi          | + 6"       |

|   | Ciclista                      | Equip                 | Temps     |
| - | ----------------------------- | --------------------- | --------- |
| 1 | Vladímir Karpets (RUS)        | Illes Balears-Banesto | 9h 50'22" |
| 2 | Miguel Ángel Perdiguero (ESP) | Saunier Duval-Prodir  | + 6"      |
| 3 | Roberto Laiseka (ESP)         | Euskaltel-Euskadi     | + 25"     |

### 4a etapa
17-06-2004: Llorts-Ordino-Arcalís, 12,4 km. (CRI):
|   | Ciclista                      | Equip                      | Temps   |
| - | ----------------------------- | -------------------------- | ------- |
| 1 | Miguel Ángel Perdiguero (ESP) | Saunier Duval-Prodir       | 30' 46" |
| 2 | Roberto Laiseka (ESP)         | Euskaltel-Euskadi          | + 16"   |
| 3 | David Latasa (ESP)            | Comunitat Valenciana-Kelme | + 19"   |

|   | Ciclista                      | Equip                 | Temps      |
| - | ----------------------------- | --------------------- | ---------- |
| 1 | Miguel Ángel Perdiguero (ESP) | Saunier Duval-Prodir  | 10h 21'14" |
| 2 | Vladímir Karpets (RUS)        | Illes Balears-Banesto | + 22"      |
| 3 | Roberto Laiseka (ESP)         | Euskaltel-Euskadi     | + 35"      |

### 5a etapa
18-06-2004: Llívia-Blanes, 180,6 km.:
|   | Ciclista                | Equip          | Temps      |
| - | ----------------------- | -------------- | ---------- |
| 1 | Danilo Hondo (GER)      | Gerolsteiner   | 4h 14' 43" |
| 2 | René Haselbacher (AUT)  | Gerolsteiner   | m. t.      |
| 3 | Crescenzo d'Amore (ITA) | Acqua & Sapone | m. t.      |

|   | Ciclista                      | Equip                 | Temps      |
| - | ----------------------------- | --------------------- | ---------- |
| 1 | Miguel Ángel Perdiguero (ESP) | Saunier Duval-Prodir  | 14h 35'55" |
| 2 | Vladímir Karpets (RUS)        | Illes Balears-Banesto | + 24"      |
| 3 | Roberto Laiseka (ESP)         | Euskaltel-Euskadi     | + 37"      |

### 6a etapa
19-06-2004: Blanes-Vallirana, 148,1 km.:
|   | Ciclista                      | Equip                | Temps      |
| - | ----------------------------- | -------------------- | ---------- |
| 1 | Max van Heeswijk (NED)        | US Postal            | 3h 06' 03" |
| 2 | Allan Davis (AUS)             | Liberty Seguros      | m. t.      |
| 3 | Miguel Ángel Perdiguero (ESP) | Saunier Duval-Prodir | + 1"       |

|   | Ciclista                      | Equip                 | Temps      |
| - | ----------------------------- | --------------------- | ---------- |
| 1 | Miguel Ángel Perdiguero (ESP) | Saunier Duval-Prodir  | 17h 41'55" |
| 2 | Vladímir Karpets (RUS)        | Illes Balears-Banesto | + 28"      |
| 3 | Roberto Laiseka (ESP)         | Euskaltel-Euskadi     | + 41"      |

### 7a etapa
20-06-2004: Olesa de Montserrat-Barcelona, 132,8 km.:
|   | Ciclista               | Equip                 | Temps       |
| - | ---------------------- | --------------------- | ----------- |
| 1 | Isaac Gálvez (ESP)     | Illes Balears-Banesto | 2h 57' 49"" |
| 2 | Mirco Lorenzetto (ITA) | De Nardi              | m. t.       |
| 3 | Danilo Hondo (GER)     | Gerolsteiner          | m. t.       |

|   | Ciclista                      | Equip                 | Temps      |
| - | ----------------------------- | --------------------- | ---------- |
| 1 | Miguel Ángel Perdiguero (ESP) | Saunier Duval-Prodir  | 20h 39'44" |
| 2 | Vladímir Karpets (RUS)        | Illes Balears-Banesto | + 28"      |
| 3 | Roberto Laiseka (ESP)         | Euskaltel-Euskadi     | + 41"      |

## Classificació General
|    | Ciclista                             | Equip                      | Temps       |
| -- | ------------------------------------ | -------------------------- | ----------- |
| 1  | Miguel Ángel Martín Perdiguero (ESP) | Saunier Duval-Prodir       | 20h 39' 44" |
| 2  | Vladímir Karpets (RUS)               | Illes Balears-Banesto      | + 28"       |
| 3  | Roberto Laiseka (ESP)                | Euskaltel-Euskadi          | + 41"       |
| 4  | David Latasa (ESP)                   | Comunitat Valenciana-Kelme | + 1'00"     |
| 5  | Eladio Jiménez (ESP)                 | Comunitat Valenciana-Kelme | + 1'19"     |
| 6  | Iván Parra (COL)                     | Comunitat Valenciana-Kelme | + 1'28"     |
| 7  | Alberto López de Munain (ESP)        | Euskaltel-Euskadi          | + 2'17"     |
| 8  | Josep Jufré (ESP)                    | Relax-Bodysol              | m. t.       |
| 9  | Pablo Lastras (ESP)                  | Illes Balears-Banesto      | + 2'46"     |
| 10 | Daniel Atienza (ESP)                 | Cofidis                    | + 3'07"     |

## Classificacions secundàries
|   | Ciclista                     | Equip                      | Punts    |
| - | ---------------------------- | -------------------------- | -------- |
| 1 | M.A. Martín Perdiguero (ESP) | Saunier Duval-Prodir       | 61 punts |
| 2 | David Latasa (ESP)           | Comunitat Valenciana-Kelme | 51 punts |
| 3 | Félix Cárdenas (COL)         | Cafés Baqué                | 44 punts |

|   | Ciclista              | Equip                      | Punts    |
| - | --------------------- | -------------------------- | -------- |
| 1 | David Fernández (ESP) | Costa de Almeria-Paternina | 11 punts |
| 2 | Pablo Lastras (ESP)   | Illes Balears-Banesto      | 10 punts |
| 3 | Lander Euba (ESP)     | Costa de Almeria-Paternina | 7 punts  |

|   | Ciclista                             | Equip                 | Punts    |
| - | ------------------------------------ | --------------------- | -------- |
| 1 | Miguel Ángel Martín Perdiguero (ESP) | Saunier Duval-Prodir  | 91 punts |
| 2 | Danilo Hondo (GER)                   | Gerolsteiner          | 63 punts |
| 3 | Vladímir Karpets (RUS)               | Illes Balears-Banesto | 51 punts |

|   | Equip                      | Nacionalitat | Temps       |
| - | -------------------------- | ------------ | ----------- |
| 1 | Comunitat Valenciana-Kelme | Espanya      | 62h 03' 05" |
| 2 | Illes Balears-Banesto      | Espanya      | + 5'49"     |
| 3 | Relax-Bodysol              | Espanya      | + 6'56"     |

## Progrés de les classificacions
Aquesta taula mostra el progrés de les diferents classificacions durant el desenvolupament de la prova.
| Etapa (Guanyador)                       | Classificació General          | Classificació de la Muntanya   | Classificació per Punts        | Classificació per equips   |
| --------------------------------------- | ------------------------------ | ------------------------------ | ------------------------------ | -------------------------- |
| 0Etapa 1 (CRE) (Illes Balears-Banesto)  | Isaac Gálvez                   | no es repartiren punts         | no es repartiren punts         | Illes Balears-Banesto      |
| 0Etapa 2 (M. Á.Martín Perdiguero)       | Vladímir Karpets               | José Luis Rebollo              | Miguel Ángel Martín Perdiguero | Illes Balears-Banesto      |
| 0Etapa 3 (M. Á.Martín Perdiguero)       | Vladímir Karpets               | Miguel Ángel Martín Perdiguero | Miguel Ángel Martín Perdiguero | Comunitat Valenciana-Kelme |
| 0Etapa 4 (CRI) (M. Á.Martín Perdiguero) | Miguel Ángel Martín Perdiguero | Miguel Ángel Martín Perdiguero | Miguel Ángel Martín Perdiguero | Comunitat Valenciana-Kelme |
| 0Etapa 5 (Danilo Hondo)                 | Miguel Ángel Martín Perdiguero | Miguel Ángel Martín Perdiguero | Miguel Ángel Martín Perdiguero | Comunitat Valenciana-Kelme |
| 0Etapa 6 (Max van Heeswijk)             | Miguel Ángel Martín Perdiguero | Miguel Ángel Martín Perdiguero | Miguel Ángel Martín Perdiguero | Comunitat Valenciana-Kelme |
| 0Etapa 7 (Isaac Gálvez)                 | Miguel Ángel Martín Perdiguero | Miguel Ángel Martín Perdiguero | Miguel Ángel Martín Perdiguero | Comunitat Valenciana-Kelme |